# 哪吒 (1986年電視劇)
《哪吒》（英語：The Boy Fighter from Heaven），香港亞洲電視製作的電視劇，1986年7月首播，內容及人物大部分來源於神話小說《封神演義》。本劇為方國珊演藝生涯之代表作。

## 劇情介紹
商朝末年，陳塘關總兵李靖（羅樂林飾）之三子哪吒（方國珊飾）生性頑皮，愛闖事端，於東海戲水時與東海龍王（鄭雷飾）之三太子敖丙（煒烈飾）結怨。哪吒三太子將龍王三太子打死和用九龍神火罩燒死石磯娘娘，故遷怒與東海龍王。李靖難以容忍哪吒屢教不改之脾性，向其發難，迫使哪吒三太子憤而自殺。後在哪吒三太子師傅太乙真人的協助下，哪吒得以復生，並與李靖和解。
其時商朝氣數已盡，紂王昏庸無道，致使百姓苦不堪言。其手下聞太師（蕭錦飾）法術高強，令人難以對付。世外高人姜子牙（良鳴飾）自知商朝必亡，於是下山與李靖、楊戩（魯振順飾）加入討伐紂王的行列。哪吒亦從昔日的頑劣孩童，成長為姜子牙的得力戰將，與聞太師等奸黨展開一番爭鬥……

## 演員表
- 方國珊 飾 哪　吒
- 羅樂林 飾 李　靖
- 魯振順 飾 楊　戩
- 煒　烈 飾 三太子
- 馮素波 飾 李夫人 （殷淑儀）
- 譚榮傑 飾 金　吒
- 譚德誠 飾 木　吒
- 亦千霞 飾 鄧嬋玉
- 良　鳴 飾 姜子牙
- 黎　宣 飾 姜子牙妻
- 李文彪 飾 土行孫
- 鄭　雷 飾 東海龍王
- 方　洲 飾 西海龍王
- 陳植槐 飾 南海龍王
- 梁錦燊 飾 北海龍王
- 楊仲恩 飾 靚　仔
- 江　圖 飾 宋異人
- 蕭山仁 飾 楊　釗
- 蘇淑萍 飾 荊如花
- 蕭　錦 飾 聞太師
- 施　明 飾 石磯娘娘
- 甘　山 飾 太乙真人
- 佘文炳 飾 燃燈道人
- 李　亨 飾 玉鼎真人
- 薛　光 飾 道厄真人
- 阮令濤 飾 龜丞相
- 伍永森 飾 老　師
- 駱達華 飾 金霞童子
- 甄曉儀 飾 琵琶精
- 陳蓓琪 飾 妖　女
- 許英秀 飾 懼留孫
- 馬希澄 飾 哼　將
- 洪志成 飾 哈　將
- 文禮玫 飾 碧雲童子
- 王曉琴 飾 彩雲童子
- 陳　東 飾 縣　官
- 陳劍雲 飾 師爺/才叔
- 祈安業 飾 小妖甲
- 祈安鵬 飾 小妖乙
- 許堅信 飾 福　伯
- 周思敏 飾 春　蘭
- 許瑩英 飾 王　婆
- 蔡國慶 飾 魔禮青
- 凌文海 飾 魔禮紅
- 陳　亮 飾 魔禮海
- 蔣　金 飾 魔禮壽
- 李顯明 飾 大　黑
- 李力群 飾 小　黑
- 熊德誠 飾 周文王
- 司馬華龍 飾 閻　王
- 吳彩南 飾 判　官
- 曾美玲 飾 小　蘭
- 陳志榮 飾 文王判官
- 董耀忠 飾 文王判官
- 陳來有 飾 黑無常
- 曾贊安 飾 白無常
- 梁英偉 飾 牛　頭
- 姜漢文 飾 馬　面
- 李青媚 飾 大小黑母
- 何栢光 飾 鼠精甲
- 招浩東 飾 鼠精乙
- 敖　龍 飾 元始天尊
- 關達泉 飾 通天教主
- 吳　回 飾 老　伯
- 鄧美美 飾 老　婦